# Nakhon Suvarnabhumi

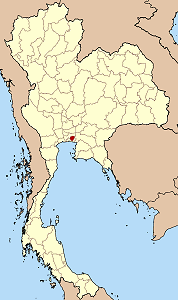
Lage von Nakhon Suvarnabhumi in Thailand

Nakhon Suvarnabhumi (Thai นครสุวรรณภูม, Aussprache: [ná.kʰon sù.wan.ná.pʰuːm], Stadt des goldenen Landes) ist der Name einer geplanten neuen Provinz in Zentral-Thailand, östlich der Hauptstadt Bangkok. Das Gebiet erstreckt sich um den neuen Flughafen Bangkok-Suvarnabhumi herum.
Um die neue Provinz zu bilden, sollen die Khet Lat Krabang und Prawet aus Bangkok sowie Bang Sao Thong und Bang Phli aus der Provinz Samut Prakan ausgelagert werden. Die Provinz würde dann eine Fläche von 521 Quadratkilometer mit etwa 462.000 Einwohnern haben.
Die Bekanntmachung der Pläne erfolgte im Oktober 2005, dem ein durch das Kabinett gebilligter Gesetzesvorschlag im Juni 2006 folgte. Nach diesem Vorschlag würde die Provinz während der ersten vier Jahre durch einen Gouverneur geleitet werden, der vom Innenministerium ernannten werden würde. Des Weiteren gibt es die Einrichtung eines 30-köpfigen Kontrollausschusses unter der Leitung des thailändischen Premierministers. Weiter geplant ist, Nakhon Suvarnabhumi zu einer Sonderwirtschaftszone zu machen, mit einem gewählten Gouverneur wie es in Bangkok der Fall ist. 
Das Projekt liegt seit dem Militärputsch 2006 auf Eis. Bangkoker Behörden und Teile der betroffenen Bevölkerung stehen den Plänen kritisch gegenüber.